# Litwa na Letnich Igrzyskach Paraolimpijskich 2008
Litwa na Letnich Igrzyskach Paraolimpijskich reprezentowała 1 zawodniczka oraz drużyna Litwy.

## Medale

### Srebrne
- Aldona Grigaliuniene - lekkoatletyka, pchnięcie kulą - F37/38
- Litwa - goalball, drużyna mężczyzn